# Mensaje (revista)
Mensaje es una revista chilena de actualidad, política, y cultura, fundada por Alberto Hurtado.

## Historia y línea editorial
La publicación fue fundada en 1951 por el jesuita Alberto Hurtado, quien planteaba la necesidad de una publicación cuyo objetivo fuese orientar al lector hacia una ideología y ética cristianas dentro del contexto de la realidad nacional y mundial, privilegiando la problemática de la situación de los más vulnerables de la sociedad.